# Missionsgemeinschaft von Villaregia
Die Missionsgemeinschaft von Villaregia (englisch: Missionary Community of Villaregia, Abkürzung: MCV; italienisch: Comunità Missionaria di Villaregia, gebräuchliche Abkürzung: CMV)  ist eine römisch-katholische Vereinigung von Gläubigen, deren Schwerpunkt in der Missionsarbeit liegt. Sie wurde 1981 in Italien gegründet und 2002 vom römisch-katholischen Papst anerkannt. Die Gemeinschaft zählt 600 ordentliche und ungefähr 21.000 angeschlossene Mitglieder in fünf Ländern.

## Geschichte
Die Missionsgemeinschaft geht auf die Idee von Pater Luigi Prandin und Frau Maria Luigia Corona zurück, gemeinsam legten sie 1975 in Cagliari (Italien) die Grundzüge der missionarischen Gemeinschaft fest. Die erste organisierte Gruppe gründete sich 1981 in Quartu Sant’Elena auf Sardinien und stand unter der Schirmherrschaft von Erzbischof Giuseppe Bonfigioli. Nach einiger Zeit des Aufbaus zieht die Missionsgemeinschaft nach Rovigo in Venetien und wird 1984 als eine Pia unio von Bischof Sennen Corrà, dem Bischof von Chioggia, anerkannt. Am 26. Mai 2002 erhält die Gemeinschaft durch den Päpstlichen Rat für die Laien die päpstliche Anerkennung als internationale Vereinigung von Gläubigen päpstlichen Rechts.

## Selbstverständnis
Der Ausbildungsgang der ordentlichen Mitglieder wird innerhalb der Gemeinschaft absolviert und beinhaltet theologische Studien, Einkehrtage, Projektarbeit und Praktika. Praktische Erfahrungen sammeln die Aspiranten in den Ländern, in denen die Evangelisierung verwirklicht wird, das bedeutet, dass sich die Missionare und Missionarinnen ganz der „Mission ad gentes“ (Völkermission) zuwenden sollen. Die Missionare, die sich dem gottgeweihten Leben zugewandt haben legen ein privates Gelübde zur Armut, Keuschheit und Gehorsam ab. Die verheirateten Missionare versprechen in ihrer Ehe in Armut und Gehorsam zu leben. Ein weiteres Teilgelübde ist die Verpflichtung, die Communio an die erste Stelle zu setzen und sie bis an die Enden der Erde zu verbreiten.

## Organisation und Ausweitung

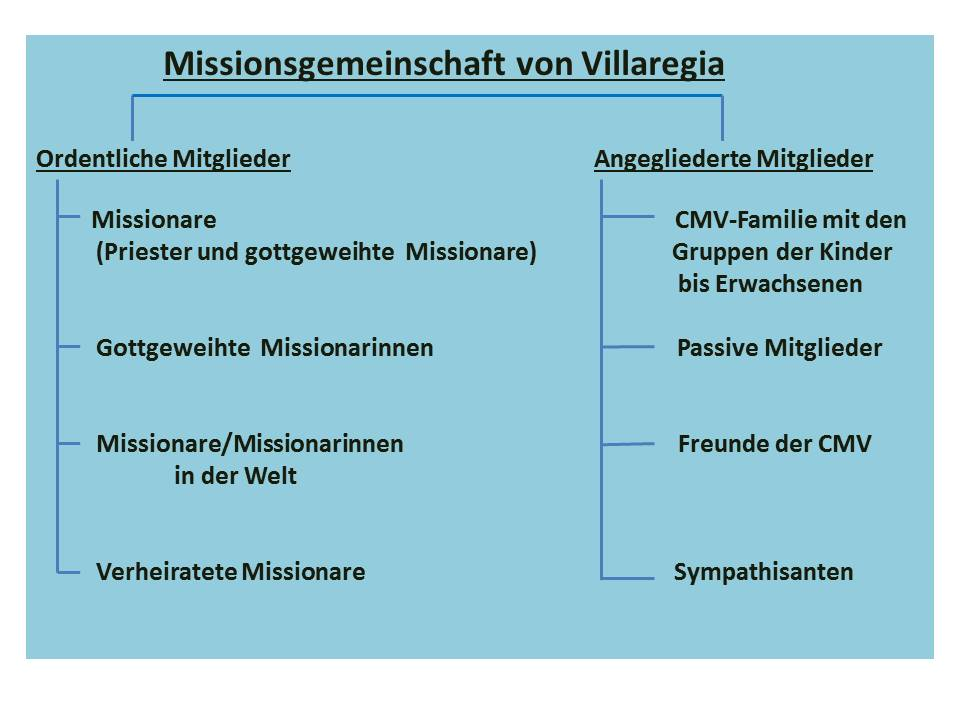
Formen der Mitgliedschaft in der Missionsgemeinschaft von Villaregia

Die Mitgliedschaft in der CMV unterteilt sich in ordentliche und angegliederte Mitglieder. Das bedeutet, dass die ordentlichen Mitglieder – der eigentliche Kern für die Mission ad gentes – aus der Gruppe der gottgeweihten Männer und Frauen besteht. Sie untergliedert sich in vier Kerngruppen: Missionare (Priester und gottgeweihte Männer), gottgeweihte Missionarinnen, Missionare und Missionarinnen in der Welt und verheiratete Missionare.
Die angegliederten Mitglieder sind in der sogenannten „CMV-Familie“ zusammengeschlossen, sie rekrutieren sich aus Freiwilligen und die Gruppen von Kindern, Jüngeren, Jugendlichen, junge Erwachsene und Erwachsenen. Zu den angegliederten Mitgliedern zählen auch die passiven Mitglieder, hierzu zählen die Förderer, Freunde und Sympathisanten.
Die CMV zählt zu ihren Mitgliedern 600 ordentliche und ungefähr 21.000 angeschlossene Mitglieder. Sie ist weltweit in 15 Ländern vertreten und verteilt sich auf Afrika (2), Europa (8) und Südamerika (5). Zu ihren Werken gehören Zentren zur Aufnahme von Straßenkindern, Kulturzentren, Jugendfreizeitheime. Darüber hinaus unterhält die CMV Apotheken und Volksküchen. Unter ihrer Leitung wurden 2 Kirchen und 15 Kapellen errichtet, ihr Hauptsitz ist in Rovigo.

## Sexskandal
Im Jahr 2012 verbreitete sich die Nachricht eines Sexskandals in der CMV. Hierin waren die Gründer und ein römisch-katholischer Bischof verwickelt. Ihnen wurden interne und externe Sexualbeziehungen und öffentliche Nacktbilder vorgeworfen. Dieses führte zu einer Amtsenthebung von Prandin und Corona.